# Bobby Thomson
Bobby Thomson (Dundee, Escocia; 21 de marzo de 1937-6 de agosto de 2024) fue un futbolista británico que jugó en la posición de delantero.

## Equipos
| Periodo   | Club                    |
| --------- | ----------------------- |
| 1954-1959 | Wolverhampton Wanderers |
| 1959-1963 | Aston Villa FC          |
| 1963-1967 | Birmingham City FC      |
| 1967–1968 | Stockport County FC     |
| 1968–1970 | Bromsgrove Rovers FC    |

## Logros

### Club
- Primera División de Inglaterra (2): 1957/58, 1958/59
- FA Charity Shield (2): 1954, 1959
- Copa de la Liga de Inglaterra (1): 1960/61
- Segunda División de Inglaterra (1): 1959/60

### Individual
- Goleador del Aston Villa FC en 1960